# Endurance22

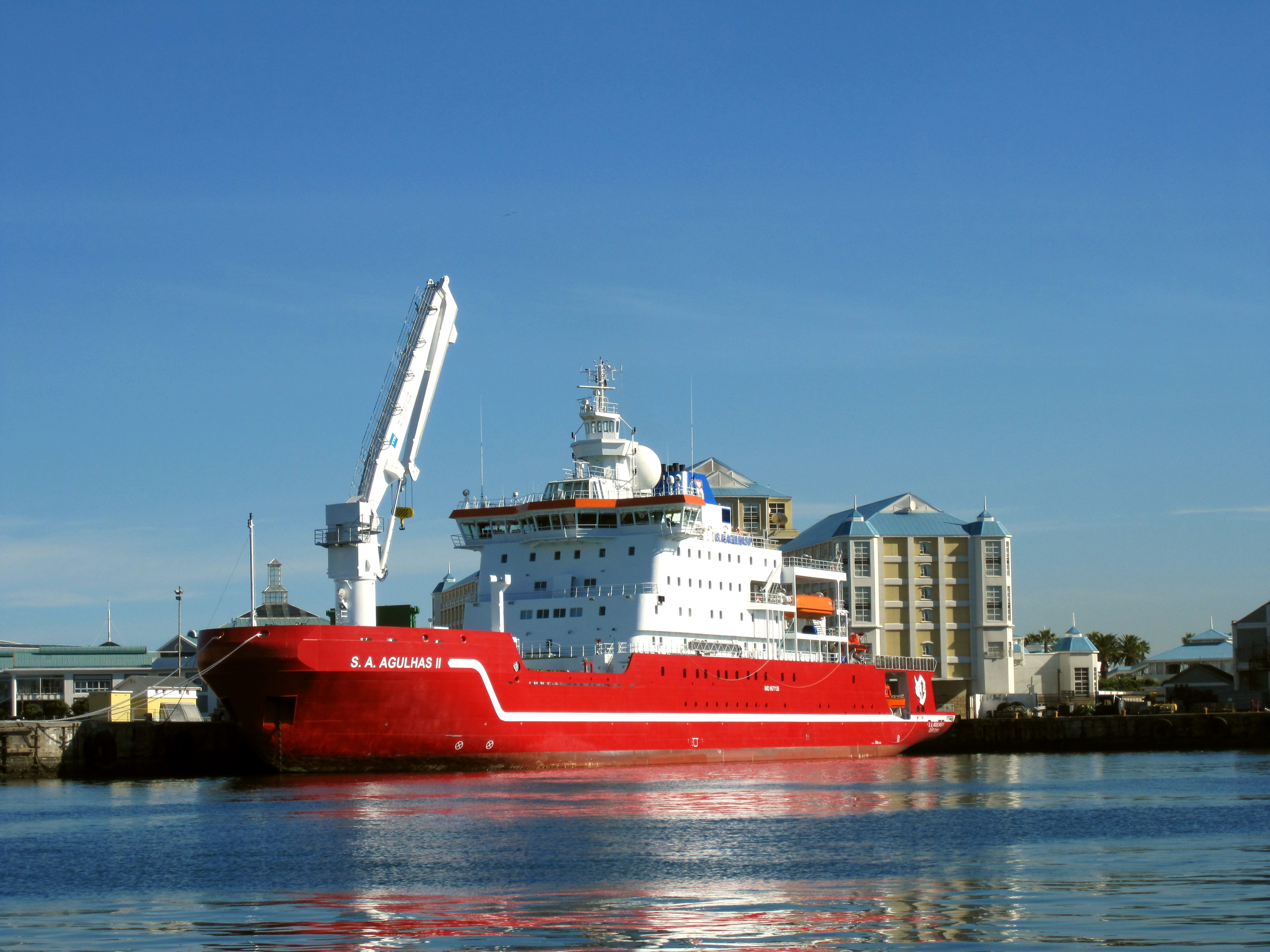
Der Eisbrecher S.A. Agulhas II, Transportschiff der Expedition

Endurance22 war eine zwischen Februar und März 2022 durchgeführte, 43-tägige, internationale Expedition in die Antarktis. Organisiert und finanziert mithilfe privater Sponsoren wurde sie vom Falklands Maritime Heritage Trust. Hauptziel der Expedition war das Auffinden des Wracks der im Weddell-Meer infolge Eisdrucks havarierten und schließlich im November 1915 gesunkenen Schonerbark Endurance, die der britische Polarforscher Ernest Shackleton bei der Endurance-Expedition (1914–1917) als Transportschiff eingesetzt hatte. Dieses Vorhaben gelang mit Unterstützung des südafrikanischen Eisbrechers S. A. Agulhas II und der neuesten Generation von Tauchrobotern am 5. März 2022. Die Expedition diente überdies der Datenerfassung zur Meereisentwicklung unter Mitwirkung des Alfred-Wegener-Instituts, seines Spin-Offs Drift+Noise Polar Services und des Deutschen Zentrums für Luft- und Raumfahrt, ferner meteorologischen und ozeanographischen Untersuchungen durch den South African Weather Service (SAWS) sowie ingenieurwissenschaftlichen Untersuchungen zum Fahrverhalten des Eisbrechers bei den vorherrschenden Bedingungen durch Wissenschaftler der südafrikanischen Universität Stellenbosch und der finnischen Aalto-Universität.

## Vorgeschichte

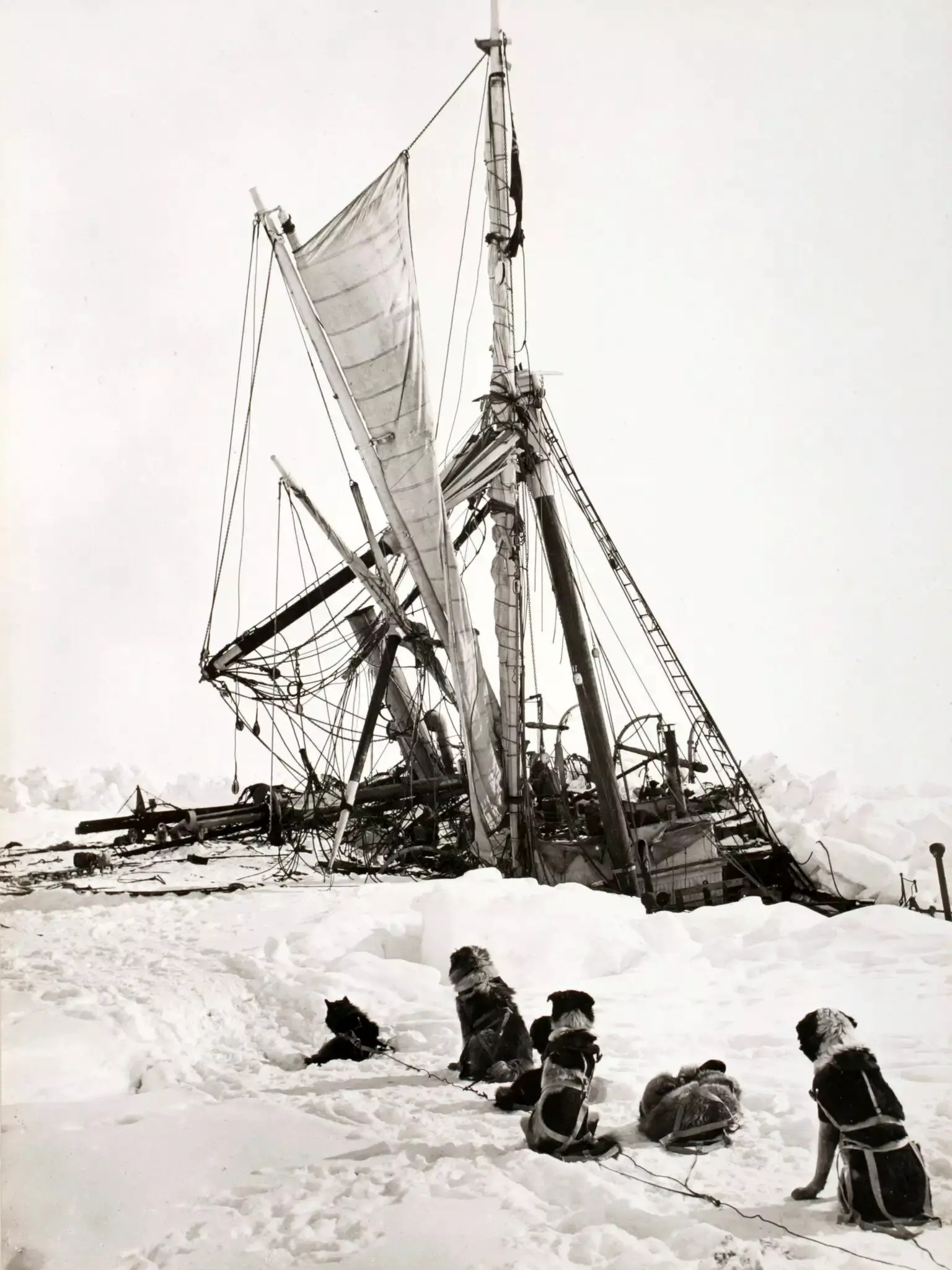
Die vom Meereis zerdrückte Endurance, Zielobjekt der Endurance22, kurz vor ihrem Untergang am 21. November 1915

Mit dem Beginn des Ersten Weltkriegs brach der britische Polarforscher Ernest Shackleton zu seiner zweiten eigenen Forschungsreise in die Antarktis auf. Nachdem er bei der Nimrod-Expedition (1907–1909) knapp daran gescheitert war, den Südpol als Erster zu erreichen und der Norweger Roald Amundsen diesen Triumph schließlich 1911 für sich verbuchen konnte, beabsichtigte Shackleton mit der neuerlichen Unternehmung, den antarktischen Kontinent von Küste zu Küste über den Südpol hinweg zu durchqueren. Hierzu ließ er sein Schiff, die dreimastige Schonerbark Endurance, Kurs auf die Vahselbucht nehmen. Das Schiff wurde jedoch unweit des Zielorts vom Meereis eingeschlossen und driftete im weiteren Verlauf nach Nordwesten. Die Mannschaft verließ am 27. Oktober 1915 die durch Eisdruck leckgeschlagene Endurance, die schließlich am 21. November 1915 im Weddell-Meer versank. Mithilfe der Beiboote retteten sich die Teilnehmer der Expedition nach mehrmonatigem Zwangsaufenthalt auf dem Meereis zunächst nach Elephant Island, von wo aus Shackleton in Begleitung von vier weiteren Männern eine waghalsige Überfahrt nach Südgeorgien gelang. Dort durchquerte er mit Thomas Crean und Frank Worsley die Insel in einem Gewaltmarsch zur Walfangstation Stromness und konnte anschließend mit Unterstützung der chilenischen Regierung, die ihm dafür den Schlepper Yelcho bereitstellte, nach mehreren vergeblichen Anläufen die auf Elephant Island verbliebenen Männer am 30. August 1916 wohlbehalten aufnehmen.
Die genaue Position des Untergangs der Endurance ist nicht in Shackletons Expeditionsbericht enthalten. Anhand der Aufzeichnungen Frank Worsleys, des Kapitäns des Schiffs, wurde sie bei 68° 39′ 30″ S, 52° 26′ 30″ W vermutet. Das Schiffswrack gilt als eines der weltweit bekanntesten, blieb jedoch seit dem Untergang des Schiffs unentdeckt. Den ersten ernstzunehmenden, jedoch erfolglosen Versuch unternahm 2019 der britische Unterwasserarchäologe Mensun Bound (* 1953), zu dessen vorherigen Entdeckungen das Wrack der Scharnhorst gehört, im Rahmen einer Forschungsfahrt zur Untersuchung des Larsen-C-Schelfeises. Wenngleich es der Expedition gelang, zum vermuteten Untergangsort vorzudringen, ging der zur Suche verwendete Tauchroboter verschollen. Bound unternahm bei der Endurance22 einen neuerlichen Anlauf.

## Verlauf der Expedition

### Anfahrt
Das 65-köpfige Expeditionsteam lief mit der S. A. Agulhas II unter dem südafrikanischen Kapitän Knowledge Bengu und 45 Besatzungsmitgliedern am 5. Februar 2022 von Kapstadt mit Kurs auf das Weddell-Meer aus. Leiter der Expedition war der britische Polargeograph und Umweltwissenschaftler John Shears, dessen multinationales Team sich aus Wissenschaftlern, Ingenieuren und Technikern des Vereinigten Königreichs, Deutschlands, Südafrikas, der Vereinigten Staaten, Frankreichs, der Schweiz, aus Finnland, Schweden, Ungarn und Russland zusammensetzte. Zu ihnen gehörte unter anderen die deutsche Meereisphysikerin Stefanie Arndt, die zuvor an der MOSAiC-Expedition (2019–2020) in die Arktis teilgenommen hatte. Bilddokumentarisch begleitet wurde die Forschungsfahrt durch den Podcast des britischen Historikers und Fernsehmoderators Dan Snow (* 1978).
Nach anfänglich ruhiger Wetterlage, in denen sich das Schiff mit bis zu 18 Knoten (etwas mehr als 33 km/h) seinem Bestimmungsort näherte, änderte sich diese ab dem 7. Februar. Das Schiff wich einem Tiefdruckgebiet mit Sturm durch einen westlicheren Kurs aus. Erste MODIS-Daten sowie Bilder des TerraSAR-X- und der Sentinel-3-Satelliten ergaben, dass das Schiff von der Eiskante bis zum Ziel 125 Seemeilen (231,5 km) durch kompaktes Meereis zurücklegen würde müssen, davon bis zu 25 Seemeilen (46,3 km) durch besonders alte und hierdurch schwer zu passierende Eismassen. Am Morgen des 8. Februar drang das Schiff in die Zone der Roaring Forties vor und hatte abends 1100 Seemeilen (2037 km) der ermittelten Gesamtstrecke von 3350 Seemeilen (6204 km) bis zur Eiskante zurückgelegt. Bereits am Folgetag war es die Hälfte der Gesamtstrecke.

### Wissenschaftliches Programm
Am 15. Februar erreichte die S. A. Agulhas II das Gebiet östlich der James-Ross-Insel am nördlichen Ausläufer der Antarktischen Halbinsel und war damit noch etwa 231 Seemeilen (rund 428 km) vom Bestimmungsort entfernt. Hier begannen erste Untersuchungen des Meereises durch Gewinnung von Eisbohrkernen mittels Kernlochbohrungen und durch Platzierung sogenannter „Schneebojen“ auf dafür ausgewiesene Eisschollen. Letztere hatten die Aufgabe, selbsttätig mithilfe von Ultraschallmessungen geringfügigste Veränderungen der Schneeauflage auf dem Meereis zu ermitteln und hiermit historische Daten der Gruppe für Umweltphysik an der Universität Bremen zu ergänzen. Ferner erfassten die Bojen Wetterdaten, im Speziellen die Luft- und Oberflächentemperatur sowie den Luftdruck. Insgesamt trugen sechs unterschiedliche Verfahren dazu bei, Dicke, Kompaktheit und Bewegung des Meereises zu erfassen und Vorhersagen zu treffen, die in eine speziell dafür vorgesehene Navigations-App eingespeist und mit den durch das Schiff angetroffenen Bedingungen abgeglichen wurden. Dies sollte perspektivisch dazu dienen, das sichere Navigieren in polaren Gewässern zu erleichtern. Die ozeanographischen und meteorologischen Arbeiten des South African Weather Service (SAWS) waren insbesondere zur Klimaforschung eingebettet in das Argo-Programm. Das Weddell-Meer war zu diesem Zeitpunkt diesbezüglich eines der am wenigsten erforschten Gebiete der Erde.
Neben der Suche nach dem Wrack der Endurance wurden die Tauchroboter für bathymetrische Messungen eingesetzt. Bei den Tauchrobotern handelte es sich um Hybridsysteme, welche Eigenschaften eines ROV (Akronym für englisch Remotely Operated Underwater Vehicle ‚Ferngesteuertes Unterwasserfahrzeug‘) mit denen eines AUV (Akronym für englisch Autonomous Underwater Vehicle ‚Autonomes Unterwasserfahrzeug‘) vereinigten. Die Tauchroboter vom Typ Sabertooth (englisch für ‚Säbelzahn‘) des schwedischen Konzerns Saab verfügten zur topographischen Vermessung des Meeresbodens über ein sogenanntes Multibeam- und ein Dreiband-Echolot mit Frequenzen von 75, 230 und 420 Hertz. Der teilautonome Betrieb wurde durch ein Ultra-Short-Baseline-Navigationssystem ermöglicht. Zur Bildgebung waren die Systeme mit jeweils einer Digitalkamera mit 4K-Auflösung ausgestattet. Das für die Datenübertragung genutzte optische Kabel hatte bei jedem der Tauchroboter eine Länge von 25 km.

### Fund des Wracks derEndurance

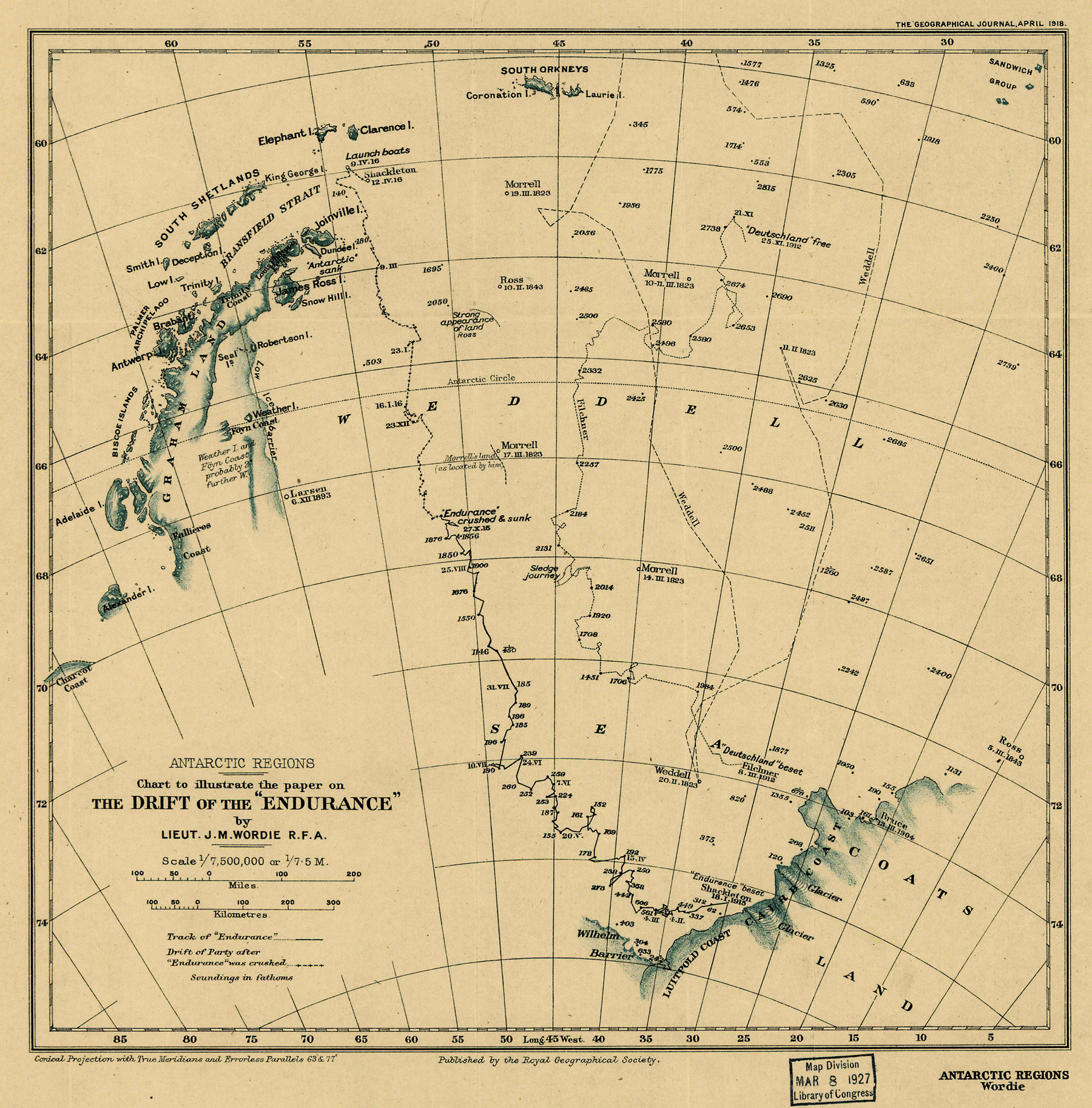
Karte der Drift der Endurance im Weddell-Meer einschließlich des Orts ihres Untergangs (James Wordie, 1918)

Die Suche nach der Endurance in einem rund 240 km² großen Areal um die angenommene Position des Wracks herum begann am 16. Februar, blieb jedoch zunächst erfolglos. Am 4. März 2022 verblieb ein Zeitfenster von lediglich noch sechs Tagen, bevor die Eisbedingungen in Bezug auf die Eisklasse der S. A. Agulhas II von PC 5 aus Sicherheitsgründen eine Rückfahrt nach Kapstadt erforderte. Schließlich wurde die Endurance am 5. März 2022 um 16:05 Uhr (GMT) in einer Tiefe von 3008 m unter dem Meeresspiegel und 4 Seemeilen (7,4 km) südlich der angenommenen Position entdeckt. Insgesamt waren dazu etwa 30 Einsätze der Tauchroboter erforderlich, die jeweils zwischen vier und acht Stunden dauerten. Der Erfassungsradius um die Systeme, die sich etwa 225 Fuß (rund 69 Meter) oberhalb des Meeresbodens bewegten, betrug ca. 1,5 km.
Das Wrack zeigte sich in hervorragendem Erhaltungszustand. Zum Zeitpunkt der Entdeckung lag es aufrecht mit dem Kiel auf dem Meeresboden und war nur vereinzelt von Seeanemonen und Polypen besetzt. Am Heck waren der Schiffsname und zentral darunter der erhabene fünfzackige Stern, die beide von den Aufnahmen von Shackletons Expeditionsfotografen Frank Hurley bekannt sind, deutlich sichtbar. Die Ruderanlage samt Steuerrad wies nur geringfügige Beschädigungen auf. Auf den Planken waren der Anstrich und einzelne Beschläge erkennbar. Auch die Anker waren vor Ort. Laut dem Antarktisvertrag blieb das Wrack bis auf die Bild- und Filmaufnahmen als Historische Stätte und Denkmal in der Antarktis unangetastet. Im Nachgang der Expedition äußerte Mensun Bound die Befürchtung, dass Schatzjäger und Staaten wie Russland aus Gewinnsucht illegale Versuche unternehmen könnten, Artefakte aus dem Wrack zu erbeuten, um diese einem ähnlichen Schicksal zu überantworten, wie diejenige aus dem Wrack der Titanic, welche „in einer Situation der Selbstbedienung“ in „Hotels in Las Vegas und andernorts“ endeten.

### Rückfahrt
Die eigentlich für 35 Tage gecharterte S. A. Agulhas II traf nach insgesamt 43 Tagen auf See am 20. März 2022 wieder in Kapstadt ein.

## Bewertung
Der Fund der Endurance gilt als eine Sternstunde der Unterwasserarchäologie, da das Wrack als dasjenige angesehen wird, das am schwersten aufzufinden ist. Die weiteren wissenschaftlichen Untersuchungen lieferten wertvolle Daten zur Verifizierung und weiteren Prognose des Klimawandels. Die im Rahmen der Untersuchung des Meereises erhobenen Daten dienten ferner dem vom Bundesministerium für Digitales und Verkehr geförderte Forschungsprojekt EisKlass2 mit dem Ziel, eine künstliche Intelligenz zur automatischen Klassifizierung des Eises für künftige Karten zu entwickeln.

## Film
- Endurance – Das Wrack im Eis, Dokumentarfilm zur Expedition aus dem Jahr 2024